# Нефій
Нефій — в «Книзі Мормона» Нефій — син Легія, пророк і родоначальник нефійців. Є також автором першої і другої книг Нефія, двох перших розділів «Книги Мормона». 

## Юність
Нефій і його родина, що полягала з його батька, Легія, матері, Сарії, і братів, Ламана, Лемуіла і Сама, жили в Єрусалимі близько 600 до н. е. у роки правління царя Седекії.

## Нова "Земля обітована"
Батькові Нефія було видіння про те, що Єрусалим буде зруйнований, тому він і його родина покинули місто й відправилися в пустельні землі Аравії. Досягнувши морського узбережжя, Нефій одержав веління Бога побудувати корабель, що він і зробив, незважаючи на глузування своїх братів.
За допомогою компаса за назвою Ліягона Нефій, його родина й друзі перетнули океан і добралися до Америки. 
Нефій був поставлений на чолі народу, який пізніше назвався нефійцями на його честь, а королі, що успадковували його трон носили імена Другий Нефій, Третій Нефій і т.д.

## Гіпотези що до походження імені
Походження імені Нефія залишається похмурим. В єврейських джерелах такого імені не зафіксовано, але деякі апологети Церкви Ісуса Христа Святих останніх днів припускають , що це могла бути єврейська форма зафіксованого в джерелах єгипетського імені Nfr. В фінікійських і арамейських написах, що містили єгипетське ім'я nfr, воно було інтерпретоване як npy, і споріднена з ними давньоєврейська мова могла транскрибувати це ім'я тим самим чином.
Скептики ж, що заперечують походження «Книги Мормона», вважають, що її автором (або співавтором) був Джозеф Сміт. Вони припускають, джерелом цього імені слугувала Біблія короля Джеймса, де в 2 Макавеїв 1:36 слово Nephi було написано з великої букви, наче це було ім'я, тоді як насправді це невірний переклад слова naphtha — "сира нафта", "нафта". У той же час і апологети, і скептики не заперечують зв'язки між Нефієм і біблійним словом Nephilim, однина від якого буде Nephil.